# Loučeňský potok (přítok Křinecké Blatnice)
Loučeňský potok je pravostranný přítok Křinecké Blatnice v okrese Nymburk ve Středočeském kraji. Délka toku měří 3,26 km.

## Průběh toku
Potok pramení v lese v katastru městysu Loučeň v nadmořské výšce 218 m, teče směrem na východ a napájí Patřínský rybník. Potok zleva přijímá bezejmenný tok. Jižně od Studeček se potok stáčí k jihovýchodu a jižně od letiště Loučeň se Loučeňský potok zprava vlévá do Křinecké Blatnice v nadmořské výšce 194 m.